# Tintin en Thaïlande

Tintin en Thaïlande est un album parodique (que l'on pourrait aussi appeler un pastiche) en noir et blanc, paru en 1999, fondé sur l'univers de la série de bande dessinée Les Aventures de Tintin. L'auteur de cette œuvre, Baudouin de Duve, porte le surnom de « Bud E. Weyser », jeu de mots sur Budweiser,,,.

## Synopsis
Tintin et le Capitaine Haddock s'ennuient à Moulinsart depuis la mort d'Hergé. La femme de Séraphin Lampion apparait, leur demandant de retrouver son mari qui a disparu en Thaïlande. En compagnie du Professeur Tournesol, les héros s'envolent vers le Siam et sont partis pour un choc culturel. Ils découvrent un grand nombre de lieux de prostitution, dont Haddock et Tournesol profitent abondamment (tandis que Tintin s'avère complètement asexué). Ils retrouvent également le général Alcazar, devenu patron d'un bordel à Bangkok. Quant à Séraphin Lampion, on découvre qu'il s'est mis en ménage avec un travesti.

## Arrestations
L'auteur a surnommé cet album « l'album inconnu de Tintin ». La Fondation Hergé, ayant entendu parler de l'album, a pris contact avec la police belge. La police a envoyé un homme se faisant passer pour un acheteur puis des arrestations ont eu lieu dans la ville de Tournai. Ils ont ensuite arrêté l'auteur à Anvers. Cependant, les albums avaient été publiés en Thaïlande et des milliers d'exemplaires étaient déjà sur le marché. Finalement, trois hommes étaient arrêtés mais furent tous libérés. 650 exemplaires de l'album ont été saisis, mais ont été rendus à l'auteur en 2009 : le parquet a considéré qu'il s'agissait d'une parodie et non d'un faux.
Cet album fut exposé comme une œuvre irrespectueuse et pornographique, bien que les quelques scènes sexuelles soient plus suggérées que montrées.

## Anecdotes
- Contrairement à la plupart des autres œuvres parodiques sur Tintin, les noms des personnages et lieux ne sont pas déformés et gardent un ensemble cohérent, le récit présentant un semblant de continuité avec les vrais albums de Tintin. La culture du pays thaïlandais est représentée de manière caricaturale, centrée sur la prostitution. Le comportement déplorable des Occidentaux expatriés en Thaïlande est l'un des principaux ressorts comiques.
- La couverture est conçue d'après celle des plus anciens albums de Tintin (page blanche et dessin en case au milieu).